# کوین باکنر

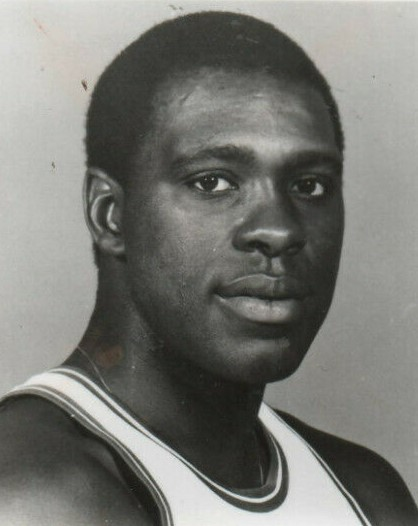
کوین باکنر در سال ۱۹۸۵

کوین باکنر (انگلیسی: Quinn Buckner؛ زاده ۲۰ اوت ۱۹۵۴) یک ورزشکار اهل ایالات متحده آمریکا است. 